# Parasphendale gracilicollis
Parasphendale gracilicollis är en bönsyrseart som beskrevs av Max Beier 1930. Parasphendale gracilicollis ingår i släktet Parasphendale och familjen Mantidae. Inga underarter finns listade i Catalogue of Life.